# They're Only Chasing Safety
They're Only Chasing Safety este un album lansat de formația Underoath în 2004

## Lista cântecelor
Toate versurile sunt scrise de Aaron Gillespie and Spencer Chamberlain, except where noted, Toate melodiile sunt compuse de Underoath.
| Nr.             | Titlu                                                                           | Muzică                                     | Lungime |  |
| 1.              | „Young and Aspiring”                                                            | Gillespie, Chamberlain, Underoath          | 3:04    |  |
| 2.              | „A Boy Brushed Red... Living in Black and White”                                | Gillespie, Chamberlain, McTague, Underoath | 4:28    |  |
| 3.              | „The Impact of Reason”                                                          | Gillespie, Chamberlain, Underoath          | 3:23    |  |
| 4.              | „Reinventing Your Exit”                                                         | Dallas Taylor, Gillespie, Underoath        | 4:22    |  |
| 5.              | „The Blue Note” (instrumental)                                                  | Gillespie, Chamberlain, Underoath          | 0:51    |  |
| 6.              | „It's Dangerous Business Walking Out Your Front Door”                           | Gillespie, Chamberlain, Underoath          | 3:58    |  |
| 7.              | „Down, Set, Go”                                                                 | Gillespie, Chamberlain, Underoath          | 3:44    |  |
| 8.              | „I Don't Feel Very Receptive Today”                                             | Gillespie, Chamberlain, Underoath          | 3:42    |  |
| 9.              | „I'm Content with Losing”                                                       | Gillespie, Chamberlain, Underoath          | 3:55    |  |
| 10.             | „Some Will Seek Forgiveness, Others Escape” (featuring Aaron Marsh of Copeland) | Gillespie, Chamberlain, Marsh, Underoath   | 4:21    |  |
| Lungime totală: | Lungime totală:                                                                 | Lungime totală:                            | 35:50   |  |

„Reinventing Your Exit” este un cântec al formației Underoath. Ca single a fost lansat în anul 2004. Piesa este, de asemenea, una dintre coloane sonore jocului "FlatOut 2". 
Piesa a devenit primul single de pe album, "They're Only Chasing Safety". În același an a fost prezentat videoclipul pentru piesa.
Cântecul e un mix de pop punk, emo și melodic hardcore.

## Videoclip
Video prezenta un bărbat, îmbrăcat în tricou roșu, care cu timpul începe să-și vadă acțiunile din parte, și încearcă să alearga de la sine. Într-unul din episoade apare și trupa, că joacă într-un restaurant.
Videoclipul acesta a fost primul video cu participarea screamer-ului Spencer Cemberlein.